# سلافات يولاييف
سلافات يولاييف (بالباشقيرية: Салауат Юлай улы)‏ . (16 يونيو 1754 - 26 سبتمبر 1800) هو بطل الباشكير الوطني الذي شارك في تمرد بوجاتشيف والمحارب والشاعر والمغني.

## سيرة شخصية
ولد سلافات يولاييف في قرية تيكييفو، في شيطان-كيديفسكي، عاصمة من محافظة أوفا من محافظة أورينبورغ (الآن مقاطعة سلافاتسكي) باشكورستان. لم تعد تيكييفو موجودةً، حيث تم حرقها عام 1775.
كان سلافات يولاييف على رأس كل الباشكورستانيين الثائرين منذ بداية حرب البلاد من 1773 إلى 1775. تم احتجازه من قبل السلطات الإمبريالية في 24 نوفمبر 1774، وتم القبض على والده يولاي أزنالين قبل ذلك. وُضع في القيد، وتم إرساله إلى موسكو. كان يولاي أزنالين من الناخبين (votchinnik)(صاحب التركة الموروثة)، وهو رجل ثري وذكي ومؤثر. واحتجز فيما يتعلق عام بين البشكيريون وكان حاكم مقاطعة فورمان (Bauermeister). وضعت السلطات المحلية الثقة فيه لأنه أصبح محل ثقة ومخلص للحكومة الروسية.
في عام 1768، قام حاكم أورينبورغ أمير بويتاتين بنفسه بتعيين يولاي قائدًا للباشكير. ولكن سرعان ما حرم التاجر تفيرشيف، الذي حصل على مرتبة تقييم جماعية، يولاي أزنالين من أرضه لبناء مصنع وقرى سيمسكي. كانت أرض البشكير تتهاوى، وهكذا وقف يولاي أزنالين وابنه سلافات البالغ من العمر تسعة عشر تحت راية إميليان بوغاتشيف.
في سبتمبر عام 1775 بعد عشرة أشهر من القبض على سلافات، تعرض هو ووالده للجلد علنًا في نفس الأماكن التي وقعت فيها أكبر المعارك مع الجيوش الحكومية. في ذلك الشهر تم جرهما معًا من أنوفهم، وووسمت جباههم ووجوههم بالنار. وفي الثاني من أكتوبر عام 1775، تم تقييد أيديهم وأرجلهم بالسلاسل، وإرسالهم على عربتين تحت الحماية إلى حصن البلطيق روغرفيك (الذي يُعرف اليوم باسم مدينة بالديسكي في إستونيا) ليكون لهم سجنًا مدى الحياة. نقل المحكوم عليهم عبر طريق مرورًا بمنزيلينسك وقازان ونيجني نوفغورود وموسكو، ووصلوا تفير في 14 نوفمبر وثم الاستمرار على طريق نوفغورود، بسكوف، وتالين وصوله أخيرا في روغرفيك في 29 نوفمبر.
تم إنشاء ميناء روغرفيك على بحر البلطيق على يد بطرس الأكبر لمدى أهميته، ومع ذلك، عندما وصل المشاركون في ثورة الباشكير إلى روغرفيك، كانت القلعة مهجورة عمليًا. لم يكن هناك سوى حامية صغيرة وعدد قليل من السجناء. وفيها التقى سلافات ويولاي مع إخوانهم في الصراع: الكولونيل بوغاتشيف. عاش سلافات يولاييف ووالده بقية حياتهم في روغرفيك.
عندما صعد بول الأول العرش، قدم قائد القلعة لانجل استفسارًا حول نقل باقي المشاركين في ثورة بوغاتشيف إلى تاغونروغ أو إلى إيركوتسك إلى مصنع للملابس. جاء القرار من مجلس الشيوخ: «المدانون المذكورين أعلاه عرضة للانتقال... لشرورهم يتم نفيهم بواسطة قيادة إمبراطورية، ويأمر بإبقائهم في هذا الميناء تحت حراسة يقضة لكيلا لا يستطيعون الفرار». كان هناك بيان خاص في 17 مارس 1775 والذي نشرته الإمبراطورة الراحلة كاثرين الثانية. فبأمرها، تم سجن جميع المشاركين في تمرد بوغاتشيف إلى الأبد، وأوجب أن «يُحكم على أسمائهم بالنسيان الأبدي والصمت العميق». في ظل هذا البيان، تابعت السلطات المحلية كل من أعلن أسماء المتمردين.
وكان سلافات يحسن القراءة والكتابة. لقد كتب باللغة التركية، والتي كانت لغة مكتوبة مشتركة للشعوب التركية. تم حفظ المستندات الموقعة من قبله. يعتقد الباحثون أن سلافات تحدث الروسية. بعد كل شيء، كان عليه التواصل مع المتمردين ومع القادة الروس في الانتفاضة.
كان الناس في جيشه من جنسيات مختلفة. وعلى الرغم من الحظر المفروض على ذكر سلافات، تداولت شعوب المنطقة الأساطير والأغاني الشفهية عن سلافات.

## أسرة
بأمر من كاثرين الثاني كان ممنوعًا حتى ذكر التمرد والمشاركين فيه. لذلك، هناك القليل من المعلومات الموثقة عنهم. كان والد سلافات-يولاي أزنالين (Adnalin، Aznalikhin) زعيم (starshina) من شيطان-كيدي يورت باشكير (مقاطعة فولوست). حصل يولاي أزنالين على الوسام الفضي في عام 1772 للخدمة المخلصة والشجاعة.

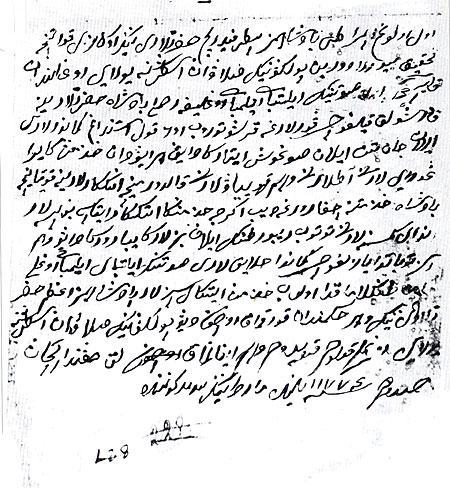
أمر سلافات يولاييف إلى قائد المئة إيليباي إيليمبايف بشأن تجنيد السكان في مفرزة في 23 مارس 1774

أصبح الباشكير جزءًا من روسيا في القرن السادس عشر. احتفظ البشكير بأراضيهم بحكم الاتفاق المبرم مع الحكومة القيصرية. لكنهم اضطروا إلى أداء الخدمة العسكرية: لقد حرسوا الحدود الشرقية للإمبراطورية الروسية، وشاركوا في الحروب التي خاضتها روسيا.
في بعض الأحيان تم خرق العقد، وأُخذت أجزاء من الأراضي وانتزعت، فطالب الباشكير باقامة العدالة، بل وقاموا بالانتفاضات. حدثت انتفاضات الباشكير خاصةً في القرن الثامن عشر، حيث كانت هناك حالات متكررة لانتهاك حقوق الباشكير، والاستيلاء على أراضيهم لبناء المصانع ونقلها إلى النبلاء.
استمرت دعوى يولاي لعدة سنوات ضد المربي تفردشيف ومياسنيكوف، الذين استولوا بشكل غير قانوني على الأراضي الشاسعة لمصنع سيكسكي (Simsky). فضلت الإدارة القيصرية المربين. تم تغريم يولاي 600 روبل (1 حصان يكلف 10 روبل).
يعتقد الباحثون أن يولاي كان لديه 3 زوجات. الوثائق لا تشير إلى اسم والدة سلافات. اسمها في المصادر الشعبية هو أزنابيكا (Aznabika). يقولون إنها كانت امرأة متعلمة وكان لها تأثير كبير على ابنها. واصلت الأم تعليم ابنها بعد المعلمة نبي كبيري.
يتحدث الفولكلور الروسي عن الإخوة الأكبر سنا لسلافات وهما سليمان وراكاي. من خلال الأعمال الشعرية لسلافات ومصادر الفولكلور، أمكن من معرفة أن البطل كان لديه ثلاث زوجات. كانت الزوجة الكبرى أرملة شقيقه الأكبر المتوفى، وكانت لديها بالفعل أطفال من زواجها الأول. تزوجها وفقا للعادات القديمة الباشكيرية (Levirate). تشير رسالة سلافات، التي كتبها في زنزانة قاضي أوفا في 7 مايو 1775، إلى زوجة واحدة وطفلين. كانوا في أيدي قائد المدينة س. ميازيدوف والجنرال فريمان. يسأل فيها سلافات أنصاره لمساعدته على إطلاق سراحهم.

## الأساطير والتقاليد والأغاني
تديم الأساطير والتقاليد بشكل خاص ذكرى أسلافهم. ويطلق الباكشيريين على الروايات الملحمية حول الأحداث والناس من الماضي الطويل اسم الروايات، الحكايات، التاريخ. معظم الأساطير محلية. لكن الأساطير حول البطل التاريخي والشاعر والمحارب سلافات يولاييف نجت في مناطق مختلفة (تم تسجيل أكثر من 200).
من الناحية الهيكلية، الأساطير حول سلافات يولاييف متنوعة. قصص صغيرة لها وظيفة إعلامية بحتة («أم سلافات»، «وفاة عائلة سلافات»، «حلم سلافات»، «جسر سلافات»).
على العموم، بين الأساطير، تحتل روايات المؤامرة (фабулаты) مكانًا مهمًا. اعتمادًا على محتواها الحيوي، يمكن أن تكون حلقة مفردة (على سبيل المثال، "أمر سلافات "سلافات وكارازاكال"، "سلافات في قريتنا")، أو تتكون من عدة حلقات (على سبيل المثال، "سلافات وبالتاس"، "أسطورة سلافات- باتيير"). هناك نصوص حيث أوتاد الأغنية في النثر. في معظم الحالات، هذه هي أغاني سلافات نفسه. وهكذا يبدو أن رواة القصص أرادوا التأكيد على الموهبة الشعرية لبطلهم.
معظم الأساطير مكرسة لتمجيد سلافات يولاييف، وهو وصف لصفاته الشخصية. على سبيل المثال، لا تزال الأسطورة التي قتل فيها سلافات دبًا في سن 12 (15 أو 16 عامًا) شعبية (لا تزال الدببة تعيش في باشكورستان). يقول الناس أن سلافات كان لديه عشر صفات للبطل الحقيقي («سلافات»، «قوة سلافات»).فاز سلافات في مهرجان شعبي تقليدي (sabantuy)، وهوصغير جداً، بفنون الدفاع عن النفس وسباق الخيل والجري وغيرها («كيف تم الاعتراف بأن سلافات باتير في ميدان»).
وفقًا للأسطورة، ظهرت الصفات الاستثنائية لسلافات خلال سنوات انتفاضة 1773-1775. أساطير «مقر سلافات»، «الكشاف سلافات»، «سلافات يولاييف على جبل Imyantau» تخلق صورة لزعيم عسكري شجاع ذكي. إن هزيمة جيش المتمردين تعود بالدرجة الأولى إلى التفوق العددي للعدو.
تمتلئ الأساطير حول اعتقال سلافات ونفيه إلى استونيا في بحر البلطيق إلى الأبد (للعمل الشاق) مع الألم العميق للشعب («لماذا هناك الكثير من الكريستال في الجبال»). يوجد في جبال باشكورستان الكثير من الكريستال لأنهم بكوا وحدهم مع أسرهم وقرية بأكملها.
لكن هناك أساطير تعبر عن الأمل في عودة سلافات. في بعض الأحيان يأتي سلافات إلى القديسين الخاصين (أوليا) ويحذرهم من شيء ما. لرؤية السلافات في المنام - لحسن الحظ («نموذج سلافات»). في مناطق مختلفة، تم الحفاظ على الأساطير المتعلقة بأسماء المواقع الجغرافية وأسماء الأشخاص («أماكن سلافات»، «كهف سلافات»، «جسر سلافات»، «معسكر سلافات»، إلخ.)
من بين الأساطير العديد من القصص عن عائلة سلافات، عن أقاربه («أب سلافات»، «أم سلافات»، «زوجات سلافات»، «أسر سلافات»، «زواج سلافات من فتاة روسية»، الخ).
قصص شعبية عن سلافات وأبيه يولي جلبت لنا أفكار وآراء الناس من عصر الانتفاضة 1773-1775 وأوقات لاحقة. لقد طورت شعوب مختلفة في المنطقة فهم الطبيعة العادلة لمطالب المتمردين. ساهم الكفاح المشترك في تعزيز الصداقة بين شعوب المنطقة. حتى في إستونيا البعيدة (مكان العمل الشاق للأبطال)، يتم الحفاظ على الأساطير حول سلافات.
خلال وجود شفهي طويل، فقدت بعض التقاليد بعض الحقائق الملموسة واستكملت بدوافع خيالية. على سبيل المثال، «سلافات-باتير» حول معركة سلافات مع «الملك» كيرماساكال («كيرما-سقال» - محمر).
تم نشر العديد من الأعمال في سلافات المتعلقة بهذا النوع الملحمي (Bashk. Ҡobayyr). «سلافات - بطير»، «يولي وسلافات» يقدمون فكرة عن القائد البطل نفسه وأسباب الانتفاضة. تتحدث ملحمة «بايك عيدر-سيسن» عن الانتفاضات السابقة للباشكير، وفظائع مرزا تيفكيليف ضد الباشكير. كان لهذه القصص تأثير مهم على تشكيل شخصية السلافات.
هزيمة الانتفاضة، كانت عمليات إعدام الزعماء بمثابة مادة لإنشاء القصص القصيرة («أغنية السلافات»، «السلافات التي لا تنسى»، «سلافات يولاي»). إنها تعكس حب الناس لبطلهم، ويتوقون إليه، والاستعداد لمواصلة نضاله.
تم الاحتفاظ بعدد كبير من الأغاني عن سلافات. الناس وسلافات لا ينفصلان - واحدة من الأفكار الرئيسية لأغاني الباشكير. إنهم أغنياء بالمعلومات، يذكرون المعارك وأماكن المعارك وأسماء قادة الانتفاضة. قام بتجميع هذه الأغاني عالم الباشكير أنور فاخيتوف حول ثلاثة مواضيع: «سلافات»، «سلافات-بطير»، «سلافات في العبودية».
تم الاحتفاظ بأغنية روسية قديمة عن سلافات في منطقة فولقا («أوه، أنت، يا صديق، يا صديق جيد، الباشكيري الفتى سلافاتليشكا»). أول هواة جمع الفولكلور البشكير عن سالافات كانوا من المستكشفين الروس في المنطقة ف.د. نيفيدوف، ر.إغناتييف، دي. إن. مامين سيبيرياك، م. لوسيفسكي (في القرن التاسع عشر).

## قصائد وأغاني سلافات
حوالي 500 سطر من التراث الشعري لسلافات يولاييف المحفوظة حتى أيامنا هذه مكتوبة أو شفهية.

كما ذكر سلافات كشاعر في التقاليد. في قرية ألكا، مقاطعة سالافات، كتب الباحث الحديث ميراس إدلباييف نصًا عن الشاعر المكتوب: «يقول والدي إن سلافات كان يتألف دائمًا من أغانٍ، وطوائف، وكتبها إلى ورق و ... تركها للناس. تركهم في كل مكان ذهب. . . لقد تركهم لنا وهو يقود سيارته عبر بحيرة يالتكاركول. . . . »(М. Идельбаев. Мужи، седлайте аргамаков ...)
- ذهبت حول نهر عاي 
 وقضيت كل صيفي هنا. 
 عندما جاء العدو هنا 
 مثل الأغنام ، سيهرب بعيدًا 
 (الأسطورة: إقامة سلافات في عج ريفرسايد) 
 ترجمة أخميتيانوفا إن. ، غانييف بي. تي.
- صبغ في أيديهم 
 كان عنده القوس والسهام. 
 إذا ذهبوا إلى القتال دفعة واحدة 
 فإن العدو سيهرب في حالة رعب. 
ضفاف كوثكاييند خشبية 
 لن يطير عصفور إلى صفيرتي. 
 عندما يكون لديك عدد قليل من الأصدقاء اليسار ، 
 لا توجد طريقة للخروج من الشوك. 
 (أسطورة: موت بيدرغول- باتير) 
(كوثكاييند- نهر سلافات الأصلي) 
 ترجمة أخميانوفا إن.

في القرن الثامن عشر، كانت الأدب الشفهي لبشكير موجودًا بالتوازي مع الأدب المكتوب. تبعا لذلك، تم إنشاء قصائد سلافات بطريقتين: ارتجال (مثل سيزان)، أو كتب على الورق.
في 4 يناير 1774 تبنت الكلية العسكرية قرارًا خاصًا بشأن تدمير وثائق المتمردين.
خلال القتال، فقدت أرشيفات المكاتب الميدانية لأبرز القادة العسكريين في حرب الفلاحين، بما في ذلك سلافات. ومع ذلك، فإن العديد من المخطوطات للشاعر البطل والمعلومات الغنية بما فيه الكفاية عنه لا تزال قائمة في الأرشيف.
كتب المؤرخ أبو بكر عثمانوف: «بالنسبة للخصائص الرسمية، لا نرى السلافيات الحية، الشاعر الغنائي، الشاعر المحارب. تم الحفاظ على صورة سلافات الحية في ذاكرة الناس، وحفظ السيزانيون بعناية أغاني وقصائد الشاعر»(أبو بكر عثمانوف- الشاعر المحارب. - البشكيري الأحمر. 15 أغسطس 1948)(Поэт-воин. - Красная Башкирия.- 1948. -15 августа)
لأول مرة، تم تسمية سلافات بالشاعر من قبل باحث محلي ر. إغناتييف (R. Ignatiev)، الذي درس الوثائق الأرشيفية. في الدراسات التي أجريت في الخمسينيات والسبعينيات (القرن العشرين) تم ذكر سبع ابيات فقط من سلافات يولاييف التي نشرها ر. إغناتييف.
كتب أ. عثمانوف في عام 1968 (أبو بكر عثمانوف - بعض المعلومات (Некоторые сведения.)«في النصف الثاني من القرن التاسع عشر، تم تخزين المخطوطات من البيوت من قبل سلافات في الأرشيف (الدولة) أو في أرشيف أي شخص معين، وأنها مرت من خلال ما لا يقل عن 4 أشخاص ( ر. إغناتييف، Nefedov ومترجمهم). هذا يعني أن هذه القصائد تم تخزينها في أماكن يسهل على العلماء الوصول إليها»
خطابات سلافات النارية، لم تترك قصائده الناس غير مبالين، ألهمتهم للقتال. يقول المؤرخ المحلي ر. إغناتييف،«وفقًا لباشكيري فيرخنوراليسكي، فإن أغاني سلافات بنفسه تشعل دائمًا شجاعة جنوده. . . أغاني سلافات:مثل الارتجال ، ظلت مجهولة» 
كتب الشاعر كودرياشوف في رسالته إلى سفيين (Svinyin) (ناشر مجلة "Local Notes") عن ثلاث أبيات من سلافات وجدها وترجمتها إلى اللغة الروسية.
يتم تخزين صفحات منفصلة من مخطوطة الباحث نافدوف (Nefedov)«سلافات، باشكير باتيير» في أرشيف الدولة (34АЛИ Ф. 342. - оп. 2. - д. 73). نُشر هذا المقال عام 1880 في مجلة الثروة الروسية. في ذلك، استشهد المؤلف بمحتويات القصائد الخمسة من سلافات. أربعة منهم يتزامن مع منشورات ر. إغناتييف. تم إجراء الترجمة في النثر بعناية فائقة، مع الحفاظ على معنى كل كلمة.
قارن الباحثون الترجمات الحرفية لأبيات وأغاني سلافات التي اكتشفها الباحثون الروس في القرن التاسع عشر مع كلمات وأغاني سلافات المحفوظة بين البشكيريين. تحتحولت مصادفة النصوص إلى أن تكون كاملة، فقد حفظت الذاكرة الشعبية شعر سلافات .
خلال فترة الإمبراطورية الروسية، طُبعت قصائد سلافات يولاييف أربع مرات.

## وفاته
آخر ذكر موثق لسلافات يولاييف هو مؤرخ في 1800. حتى هذا الوقت بقي في عبودية لمدة خمس وعشرين سنة: «إلى مجلس مقاطعة استلاند من الرائد ديتمار في قيادة البلطيق. يجري تحت مسؤوليتي، العبيد المدانين 12 رجلا في حالة آمنة. في مقابل السجل المقدم السابق انخفض: في 26 من هذا الشهر، توفي العبد المدان سلافات يولاييف حيث الذي يشرفني الإبلاغ.» توفي سلافات في العبودية في 26 سبتمبر، 1800.

## ميراث
هذه الكلمات، المنسوبة إلى سلافات يولاييف، تُنظر إليها اليوم على أنها اعتراف من الباتر القوي، الذي لم يستسلم لمصيره بعد أن استنفده التعذيب والاستنطاق. للأسف، لا يبقى سوى عدد قليل من الوثائق حول حياته ومصيره، والأعمال الشعرية لسلافات، الذي جسد البطولة والمواهب الشعرية للشعب الباشكير.
تمت تسمية العديد من الأشياء في باشكورستان الحديثة باسم يولاييف، بما في ذلك بلدة وكهف وفريق للهوكي ‏ وجائزة الدولة للجمهورية.
في عام 1940 تم صنع سيرة حياة بعنوان سلافات يولاييف في الاتحاد السوفيتي من قبل المخرج ياكوف بروتازانوف. في عام 1954 قام الملحن زاجر إسماعيلوف والشاعر بايزيت بايباي بإنشاء أوبرا سلافات يولاييف.
- في عام 1954، قام الملحنان حسين أحمدوف وناريمان سلبيتوف باليه «جبل النسر». أقيم العرض الأول في عام 1959 في مسرح أوبرا لولاية باشكير، حيث رقص رودولف نورييف في 1953-1955.
- تم إنشاء نقابة سلافات يولاييف من جمهورية باشكورتوستان في 1 يونيو 1998.
- في 1919-1920، نشرت الدائرة السياسية في فرقة الباشكير منفصلة لسلاح الفرسان صحيفة «سلافات».
- صورة «سلافات يولاييف» مخلوقة بالباشكير والفن الشعبي الروسي، في أعمال المؤلفين الروس، الباشكير، التتار، الكازاخستانية، تشوفاش، أدمرت وماري.
- يتم الاحتفال بأيام سلافات يولاييف سنويًا في جمهورية باشكورتوستان والمناطق المجاورة.
- يقام المهرجان الشعبي الجمهوري «سلافات yeyeny» سنويًا.
- السفينة ذات الطابقين تحمل اسم «سلافات يولاييف».
- متحف سلافات يولاييف في قرية Maloyaz (حي سلافات في باشكورستان) بتخزين نسخة من صابر سلافات يولاييف.«هذا صابر بدون غمد، طول 96 سم، عرض 3 سم، مقعر. قلم من النحاس الأصفر مع صورة رأس الأسد والمجوهرات المصنوعة من الأحجار الصغيرة. على الشفرة نقش منقوش قليلاً باللغة العربية، لم يتمكن العلماء من فك شفرته.»
- في العديد من المدن والبلدات توجد شوارع سلافات يولاييف.
- في عام 1967، تم بناء أكبر نصب للفروسية في أوروبا إلى سلافات يولاييف في مدينة أوفا.

### سيرة سلافات
تمت دراسة سيرة سلافات يولاييف من قبل المؤرخين والمؤرخين المحليين والكتاب والصحفيين:
- إنغا غوزيديكوفا ، فيكتور سيدوروف، راديك فاخيتوف، ميراس إدلباييف، خير الله كولمخاميتوف، إحسان زاليالتدينوف، ترهان زاجيدولين، ويلمير سافين، أبوزار سيفولين، ستيبان زلوبين. تم ذكر سلافات يولاييف في «تاريخ Pugachev» من قبل AS Pushkin.
- إنغا غوزيديكوفا مؤرخة قامت بجمع ودراسة وثائق من حرب الفلاحين من 1773-1775 (من أواخر الخمسينيات). كتبت أول سيرة علمية موثقة بصرامة لبطل الباشكير الوطني سلافات يولاييف.
- لماذا يتم الحفاظ على صورة سلافات بعناية في ذاكرة الناس؟ منذ العصور القديمة، كان الباشكيرون يقدرون حب وطنهم الأم (الرمز هو الاستعداد لخدمة شعوبهم)، والحرية (رمزها هو حب خاص للحصان) والشعر. جسد المحارب والشاعر والمغني سالافات يولاييف كل هذه الصفات.

|  |  |  |  |
|  |  |  |  |
|  |  |  |  |

## روابط خارجية
- قصائد سلاف يولاييف
- موقع سلافات يولاييف
- "شخصية في تاريخ الباشكير: سلافات يولاييف". شركة الراديو التلفزيوني "باشكورستان" ، 2010 على يوتيوب
- «Лик Салавата». ТРК «Башкортостан», 2013 г. على يوتيوب